# انجیل‌های روسانو
انجیل‌های روسانو تعیین شده با ۰۴۲ یا Σ (با شماره‌گذاری گاسپار- آلند) و ε ۱۸ (با شماره گذاری بارون هرمان فون سودن) از دست‌نوشته‌های کتاب مقدس است که در کلیسای جامع روسانو در ایتالیا نگهداری می‌شود.
این کتب خطی انجیلی تذهیب‌شده مربوط به قرن ششم است که پس از فتح مجدد شبه جزیره ایتالیا توسط امپراتوری بیزانس، نوشته شده‌است. از این انجیل اگرچه در مراسم مسیحیان استفاده نمی‌شود، اما اهمیت منحصر بفردی در تجزیه و تحلیل هنر و نمادگرایی جهت شناسایی اعتقادات اولیه مسیحیان طی قرون یکم تا ششم میلادی داشته و دارد.
بنابر مطالعات مؤسسه تحقیقات متنی عهد جدید (INTF)، تاریخ این نسخه خطی به قرن ششم می‌رسد و انجیل‌ها پس از بازپس‌گیری شبه جزیره ایتالیا توسط استروگوت‌های امپراتوری بیزانس، طی سال‌های ۵۳۵ تا ۵۵۳ نوشته شد. این دست‌نوشته‌های کتاب مقدس در سال ۱۸۷۹ در کلیسای جامع روسانو توسط اسکار فون گبهارت و آدولف فون هارناک کشف شد. در ۹ اکتبر ۲۰۱۵ در ابوظبی، کمیته بین‌المللی یونسکو، انجیل‌های روسانو را در حافظه جهانی یونسکو ثبت کرد.

## پیشینه
این انجیل به دلیل ظاهر مایل به قرمز- بنفش در صفحات آن، به عنوان مجموعه قوانین بنفش روسانو نیز شناخته می‌شود. انجیل روسانو یکی از قدیمی‌ترین نسخه‌های خطی تذهیب عهد جدید است که به جای مانده‌است.
از دیگر دلایل سرشناسی انجیل روسانو تصاویر آن است که در موضوعات مربوط به زندگی مسیح و پیامبران عهد عتیق در زیر یا بالای متن ترسیم شده‌اند.
انجیل‌های روسانو متن خود را به ترتیب دیگر کتاب‌های خطی ترمیم شده پیش از خود ارائه می‌دهد. فصل‌های این نسخه خطی با توجه به سال آغازین فعالیت کلیسا تنظیم شده‌است.

## تزئین و مینیاتور
انجیل روسانو یکی از قدیمی‌ترین دست‌نوشته‌های کتاب مقدس است که صفحات آن با مرکب رنگی از بنفش تیره به قهوه‌ای مایل به قرمز نوشته شده‌اند. در قرون وسطی، رنگ بنفش نمادی از حق امتیاز یا تقدس بود، و به این دلیل که مسیحیت، عیسی را به عنوان خدا تجسم می‌کند، ارزش رنگ بنفش بسیار مورد توجه بوده‌است.
صفحات انجیل روسانو از پوست ظریف گوساله با عنوان کاغذپوست بنفش تهیه شده که برای جوهر رنگی و تذهیب بسیار مناسب بوده‌است. کتاب بزرگ در ابعاد ۳۰۰ در ۲۵۰ میلی‌متر است و دارای متن نوشته شده در صفحات ۲۱۵ میلی‌متری است. هر صفحه از ۲ ستون بیست خطی پر شده‌است که تصویر سازی نیز در آن انجام گرفته‌است.
انجیل روسانو تقریباً تمام مینیاتورهای خود را در محیطی شبیه معماری ارائه می‌دهد و یکی از معدود نسخه‌های دست‌نوشته‌های کتاب مقدس است که کاملاً با تعاریف آن مطابقت دارد. این به خواننده کمک می‌کند تا بینشی معنوی از تاریخ سیاست، دین و مردم آن زمان داشته باشد.

## نگارخانه

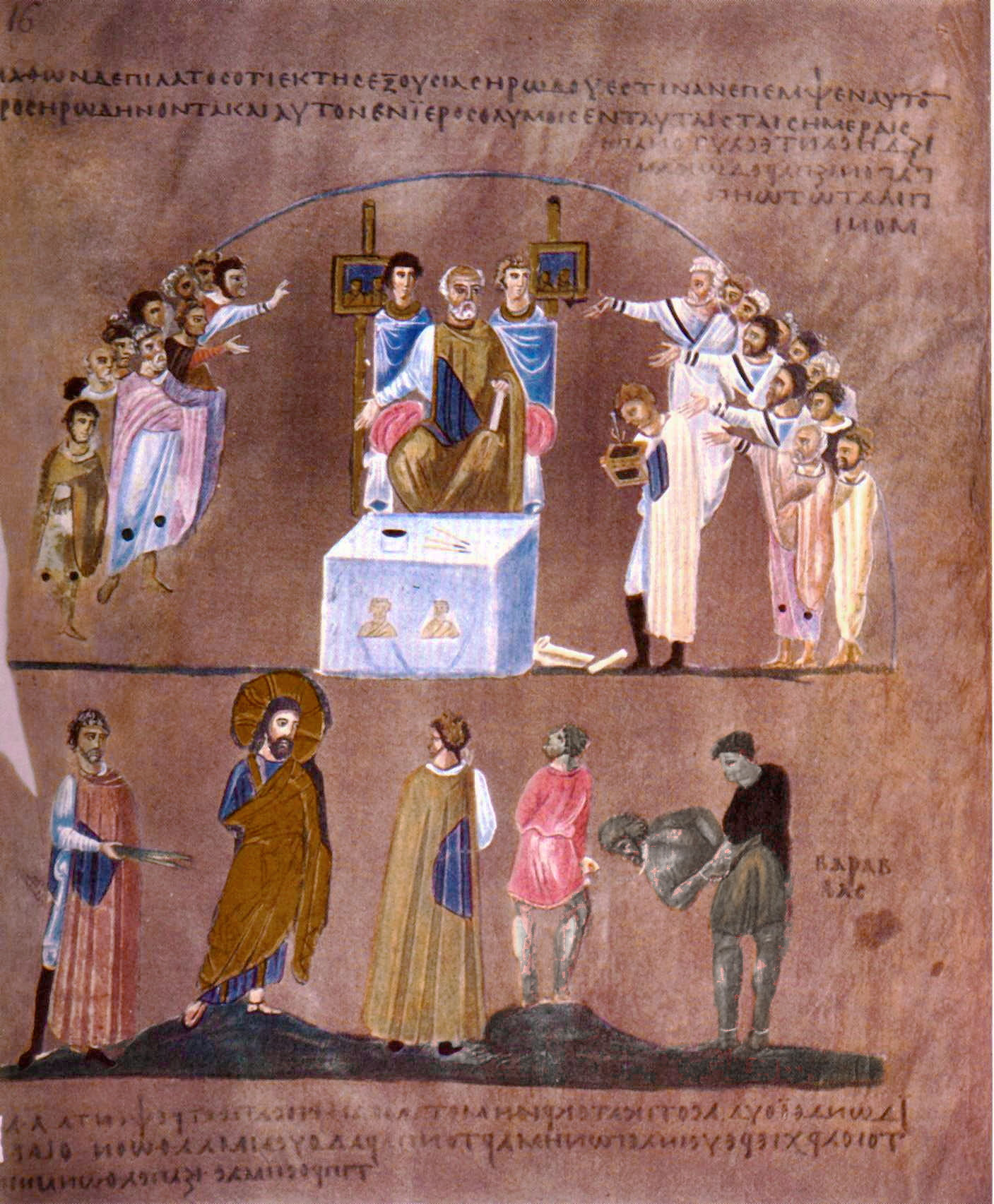
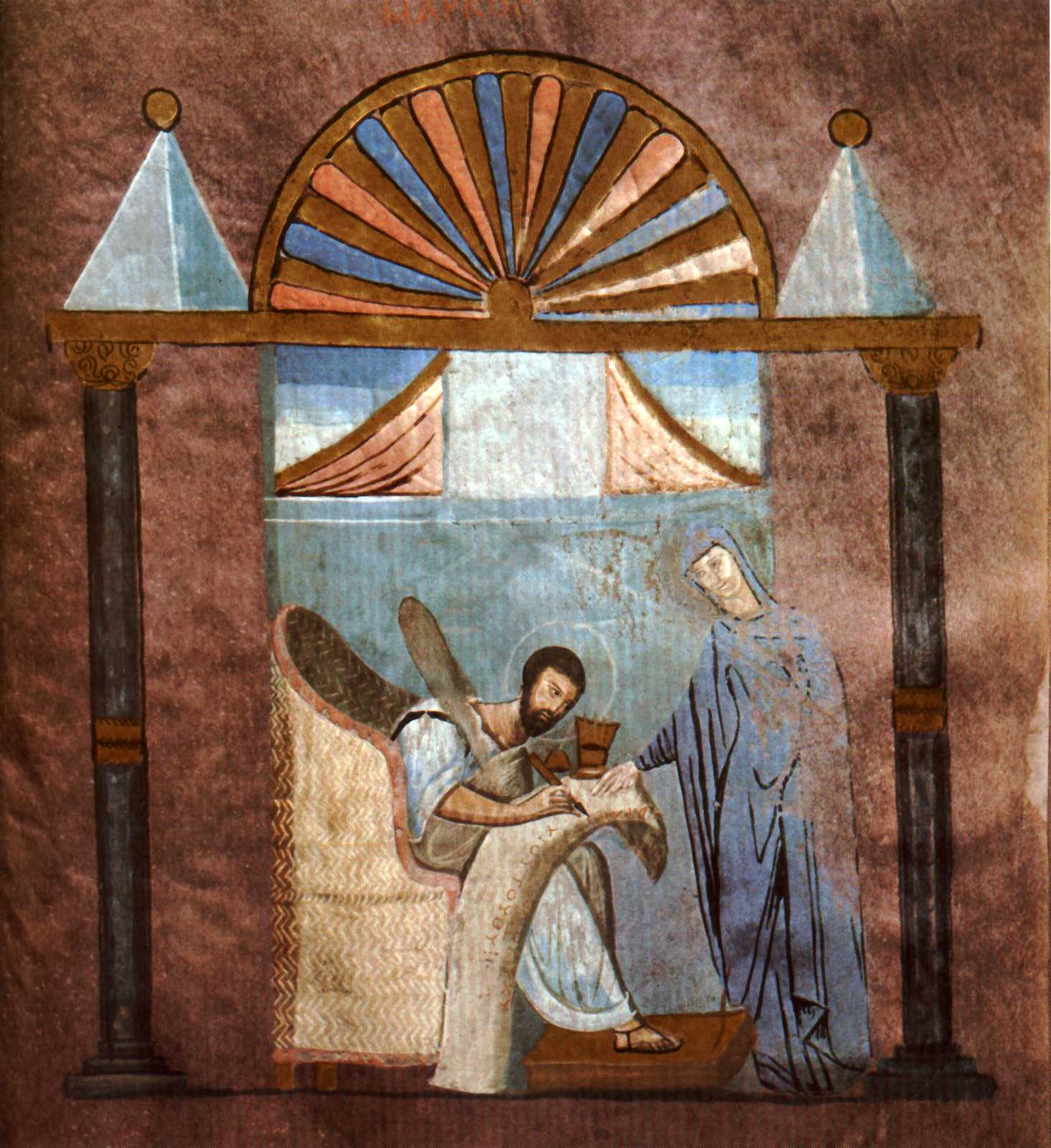
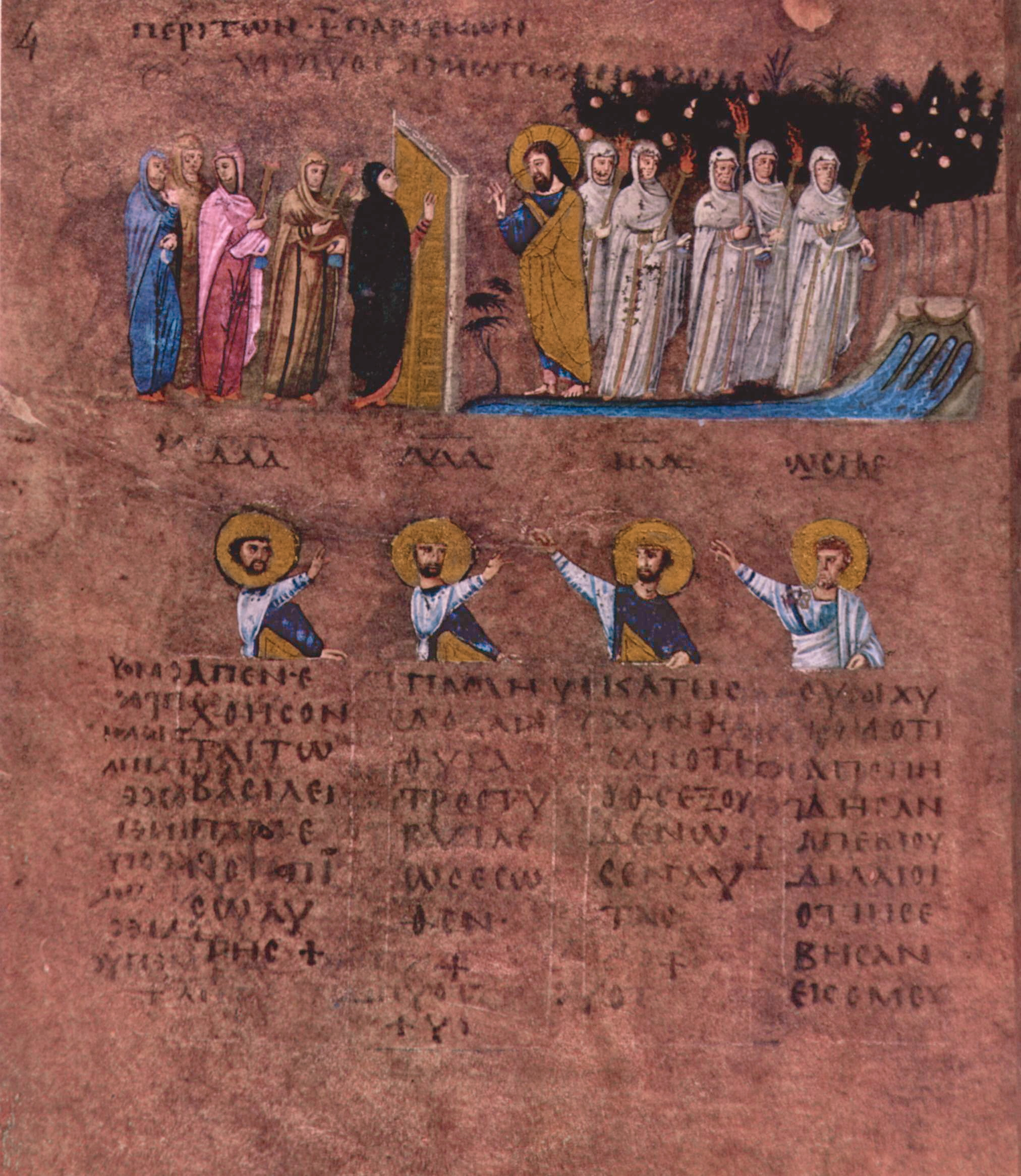
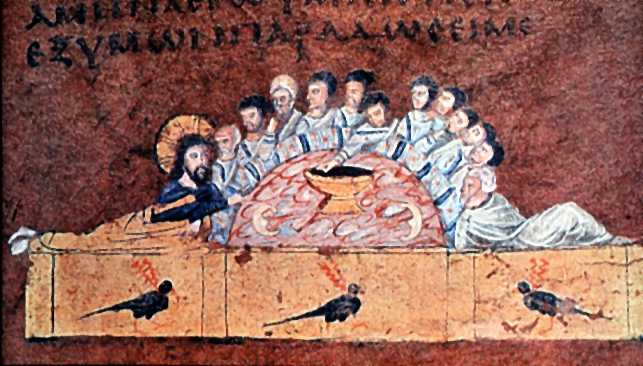
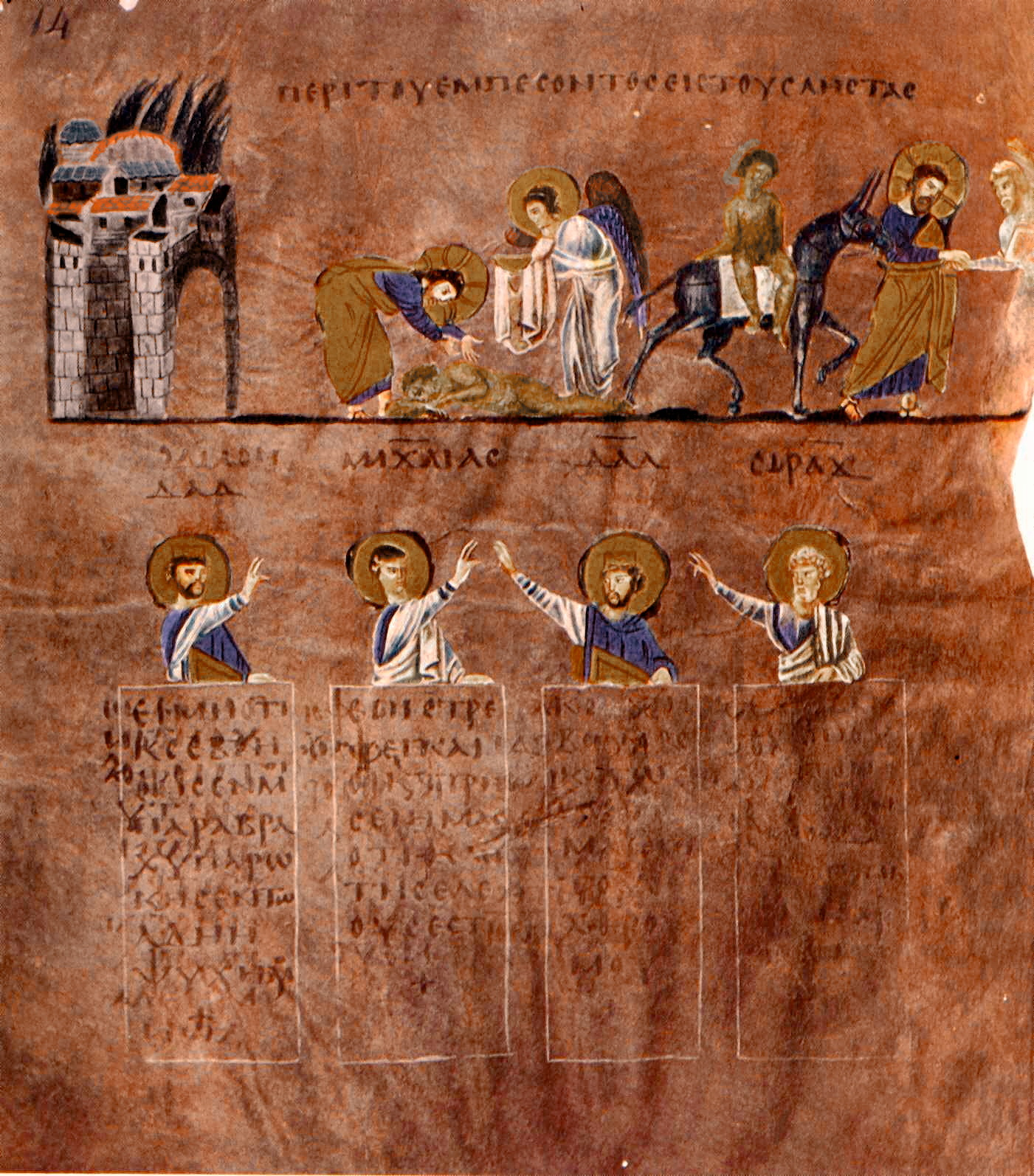
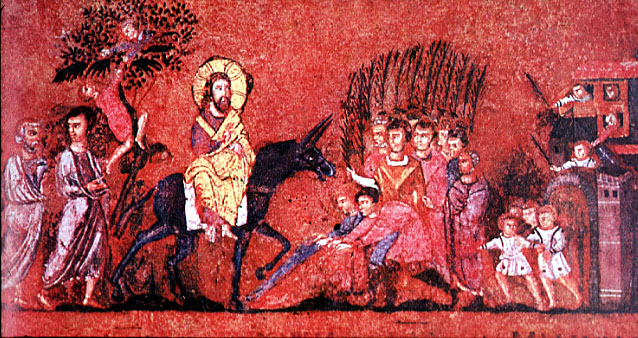
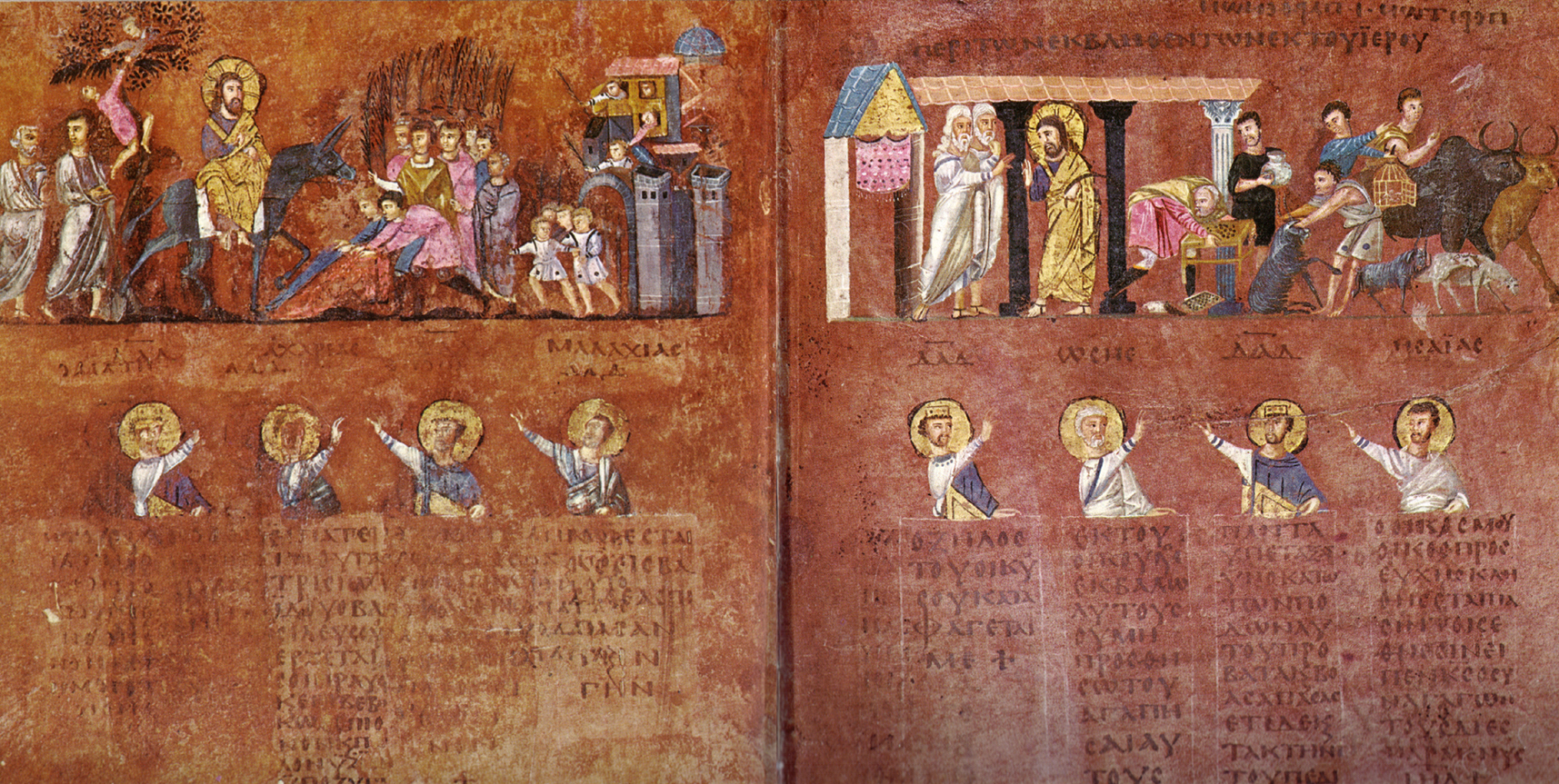